# DK Ceti

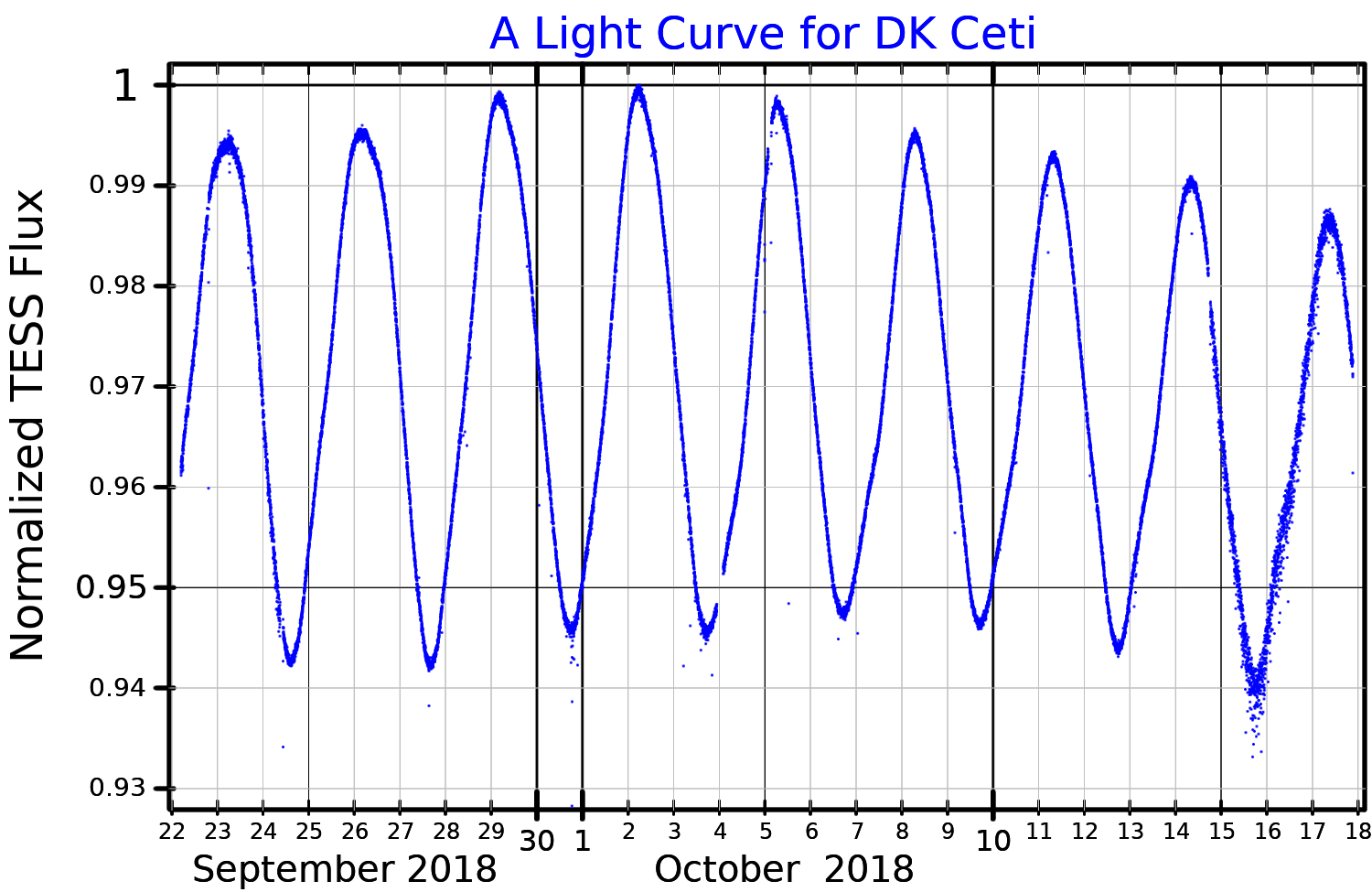
Curva de luz para DK Ceti, trazada a partir de datos satelitales TESS

DK Ceti o HD 12039 (DK Cet) es una estrella en la constelación de Cetus.
Tiene magnitud aparente +8,00, por lo que no es observable a simple vista, y se encuentra a 137 años luz del sistema solar. 
DK Ceti es una enana amarilla de tipo espectral G4V.
Tiene una temperatura superficial de 5800 K y su velocidad de rotación proyectada —límite inferior de la misma— es de 15 km/s.
Muestra una metalicidad inferior a la del Sol ([Fe/H] = -0,28).
Es una estrella muy joven, estando catalogada como estrella presecuencia principal. Con una edad de sólo 30 millones de años (1/153 parte de la edad de nuestro Sol), es miembro de la asociación estelar de Tucana-Horologium.
El satélite Spitzer ha detectado exceso en la radiación infrarroja emitida por DK Ceti, lo que implica la presencia de partículas de polvo a su alrededor.
Dicho exceso, detectado a 24 μm pero no a < 14 μm ni a > 70 μm, indica que el disco circunestelar tiene un borde externo y otro interno.
La temperatura de las partículas de polvo es de 160 K.
DK Ceti es una estrella variable del tipo BY Draconis cuyo brillo varía 0,12 magnitudes.